# Кубок Кыргызстана по футболу 2012
Кубок Кыргызстана по футболу 2012 года — 21-й розыгрыш ежегодного футбольного клубного турнира, второго по значимости в стране.
Финальный матч прошёл в Бишкеке на стадионе имени Долона Омурзакова. Обладателем Кубка в 6-й раз в своей истории стал бишкекский «Дордой», разгромив в финале бишкекскую «Алгу». По итогам сезона «Дордой» сделал «золотой дубль», победив также в чемпионате Кыргызстана.

## Формат
О формате соревнований и командах-участниках до стадии 1/4 финала нет чётких сведений[уточнить]. Известно, что ряд команд Высшей лиги стартовали с самых ранних этапов. Так, «Ала-Тоо» начало играть уже в 1/32 финала, «Кара-Балта» и бишкекское «Динамо МВД» выступали в 1/16 финала, а в 1/8 финала динамовцы встречались с другим клубом Высшей лиги — ФЦ-95.
Ранние стадии проводились в 1 матч, как правило, на поле младшего по классу соперника, если встречались команды разных лиг. Полуфиналы состояли из двух матчей на поле каждого из соперников. Финал турнира состоял из одного матча и игрался на нейтральном поле.

## 1/32 финала
По данным сайта footballfacts.ru. О проведении других матчей на этой стадии сведений нет[уточнить].
| Команда 1           | Результат | Команда 2        |
| ------------------- | --------- | ---------------- |
| 8 июня 2012         |           |                  |
| Кара-Балта-2 (III?) | в:п       | Иссык-Ата (III?) |
| 9 июня 2012         |           |                  |
| Шопоков (III?)      | в:п       | ФЦ-96 (II)       |
| ДЮСШ Талас (III?)   | в:п       | Алга-2 (II)      |
| 14 июня 2012        |           |                  |
| Наше пиво (II)      | п:в       | Ала-Тоо (I)      |

## 1/16 финала
По данным сайта footballfacts.ru. О проведении других матчей на этой стадии сведений нет[уточнить].
| Команда 1           | Результат | Команда 2         |
| ------------------- | --------- | ----------------- |
| 16 июня 2012        |           |                   |
| Шопоков (III?)      | п:в       | ДЮСШ Талас (III?) |
| 21 июня 2012        |           |                   |
| Кара-Балта-2 (III?) | п:в       | Динамо МВД (I)    |
| Талас (II)          | в:п       | Кара-Балта (I)    |

## 1/8 финала
По данным сайта footballfacts.ru.
| Команда 1                | Результат | Команда 2      |
| ------------------------ | --------- | -------------- |
| 18 июня 2012             |           |                |
| Дордой-2 (II)            | 1:5       | Алга (I)       |
| 28 июня 2012             |           |                |
| Живое пиво (II)          | 0:7       | Дордой (I)     |
| 1 июля 2012              |           |                |
| ФЦ-95 (I)                | п:в       | Динамо МВД (I) |
| 10 июля 2012             |           |                |
| ДЮСШ Талас (III?)        | 1:4       | Абдыш-Ата (I)  |
| дата неизвестна          |           |                |
| Ала-Тоо (I)              | н/д       | н/д            |
| Талас (II)               | н/д       | н/д            |
| Алай (I)                 | н/д       | н/д            |
| Энергетик Кара-Куль (II) | н/д       | н/д            |

## 1/4 финала
| Команда 1       | Результат      | Команда 2     |
| --------------- | -------------- | ------------- |
| 8 августа 2012  |                |               |
| Энергетик (II)  | 0:5            | Алай (I)      |
| 11 августа 2012 |                |               |
| Талас (II)      | 1:11           | Дордой (I)    |
| Ала-Тоо (I)     | 1:0            | Абдыш-Ата (I) |
| Динамо МВД (I)  | 1:1 (6:7 пен.) | Алга (I)      |

| Энергетик Кара-Куль | 0:5 | Алай                                                                                               |
| ------------------- | --- | -------------------------------------------------------------------------------------------------- |
|                     |     | Зиёдбек Курбонов 37′ · Улугбек Муминов 52′ · Нурбек Жолдошов 70′ (пен.), 72′ · Муролим Ахмедов 80′ |

| Талас                | 1:11 | Дордой |
| -------------------- | ---- | --- |
| Олувасен Алерива 68′ |      | Каюмжан Шарипов 4′, 9′, 25′, 37′, 56′ · Андерсон Виллиан 21′, 57′, 76′ · Валерий Кичин 66′ · Нуркал Сатаев 69′ · Жанкарлос Израэль 79′ |

| Ала-Тоо        | 1:0 | Абдыш-Ата |
| -------------- | --- | --------- |
| Олег Попов 49′ |     |           |

| Динамо МВД               | 1:1 (6:7 пен.) | Алга             |
| ------------------------ | -------------- | ---------------- |
| Бакыт Маматов 75′ (пен.) |                | Иван Филатов 68′ |

## 1/2 финала
«Алай» в первом матче одержал выездную победу над «Дордоем», но в ответной игре на своём поле не смог удержать преимущества.
| Команда 1 | Итог | Команда 2 | 1-й матч | 2-й матч |
| --------- | ---- | --------- | -------- | -------- |
| Дордой    | 5–3  | Алай      | 1:2      | 4:1      |
| Алга      | 4–2  | Ала-Тоо   | 2:1      | 2:1      |

| Дордой              | 1:2 | Алай                                       |
| ------------------- | --- | ------------------------------------------ |
| Каюмжан Шарипов 45′ |     | Нурбек Жолдошев 45′ · Вениамин Шумейко 60′ |

| Алай                     | 1:4 | Дордой                                                             |
| ------------------------ | --- | ------------------------------------------------------------------ |
| Нурсултан Атамурзаев 82′ |     | Жанкарлос Израэль 64′, 79′ · Азамат Байматов 71′ · Дэниел Таго 89′ |

| Ала-Тоо        | 1:2 | Алга                                        |
| -------------- | --- | ------------------------------------------- |
| Олег Попов 51′ |     | Рауль Джалилов 55′ · Турсунали Рустамов 78′ |

| Алга                                        | 2:1 | Ала-Тоо         |
| ------------------------------------------- | --- | --------------- |
| Павел Сидоренко · Руслан Джамшидов ? (пен.) |     | Кайрат Кольбаев |

## Финал
| Алга               | 1:6 | Дордой                                                                     |
| ------------------ | --- | -------------------------------------------------------------------------- |
| Хусанов 54′ (пен.) | ,   | Жанкарлос 31′, 39′ · Шарипов 50′ · Сыдыков 74′ · Андерсон 77′ · Сатаев 82′ |

|                 |   |                                                 |     |     |
|                 |   |                                                 |     |     |
| ВР              | ? | Вахиджан Акбаралиев                             |     |     |
| ЗЩ              | ? | Михаил Буглак                                   |     |     |
| ЗЩ              | ? | Павел Отрепьев                                  |     |     |
| ЗЩ              | ? | Александр Бельдинов                             |     |     |
| ЗЩ              | ? | Турсунали Рустамов                              |     |     |
| ЗЩ              | ? | Турсунбой Хусанов                               |     |     |
| ПЗ              | ? | Павел Сидоренко                                 |     |     |
| ПЗ              | ? | Евгений Пилипас                                 |     |     |
| ПЗ              | ? | Ринат Мухамедшин                                |     |     |
| НП              | ? | Владимир Верёвкин                               |     |     |
| НП              | ? | Руслан Джамшидов                                |     | 43' |
| Запасные:       |   |                                                 |     |     |
| ПЗ              | ? | Рауль Джалилов                                  |     | 43' |
| ПЗ              | ? | Артём Муладжанов                                | 90' | ?   |
|                 |   | о заменах источники в полном объёме не сообщают |     |     |
| Главный тренер: |   |                                                 |     |     |
| Павел Сиротин   |   |                                                 |     |     |

|                  |   |                                                 |              |   |
|                  |   |                                                 |              |   |
| ВР               | ? | Павел Матяш                                     |              |   |
| ЗЩ               | ? | Валерий Кичин                                   |              |   |
| ЗЩ               | ? | Руслан Сыдыков                                  |              |   |
| ПЗ               | ? | Каюмжан Шарипов                                 |              |   |
| ЗЩ               | ? | Даврон Аскаров                                  |              |   |
| ПЗ               | ? | Азамат Байматов                                 |              |   |
| ПЗ               | ? | Сергей Калеутин                                 |              |   |
| ПЗ               | ? | Жанкарлос Израэль                               |              |   |
| ПЗ               | ? | Дэниел Таго                                     |              |   |
| НП               | ? | Виллиан Андерсон                                |              |   |
| ЗЩ               | ? | Адыл Бекболотов                                 | Предупреждён |   |
| Запасные:        |   |                                                 |              |   |
| НП               | ? | Нуркал Сатаев                                   |              | ? |
|                  |   | о заменах источники в полном объёме не сообщают |              |   |
| Главный тренер:  |   |                                                 |              |   |
| Сергей Дворянков |   |                                                 |              |   |